# Cá dơi môi đỏ
Cá dơi môi đỏ, tên khoa học Ogcocephalus darwini, là một loài cá họ Ogcocephalidae. Chúng sinh sống ở các vùng biển nhiệt đới, trong đó nhiều nhất ở đảo Galapagos, Ecuador. Chúng có vây được chúng sử dụng như chân. Thức ăn của chúng là những con cá, tôm, giáp xác.
Chúng có đôi môi đỏ có thể được cá dơi sử dụng để thu hút bạn tình, hoặc làm vũ khí thu hút con mồi.

## Hình ảnh

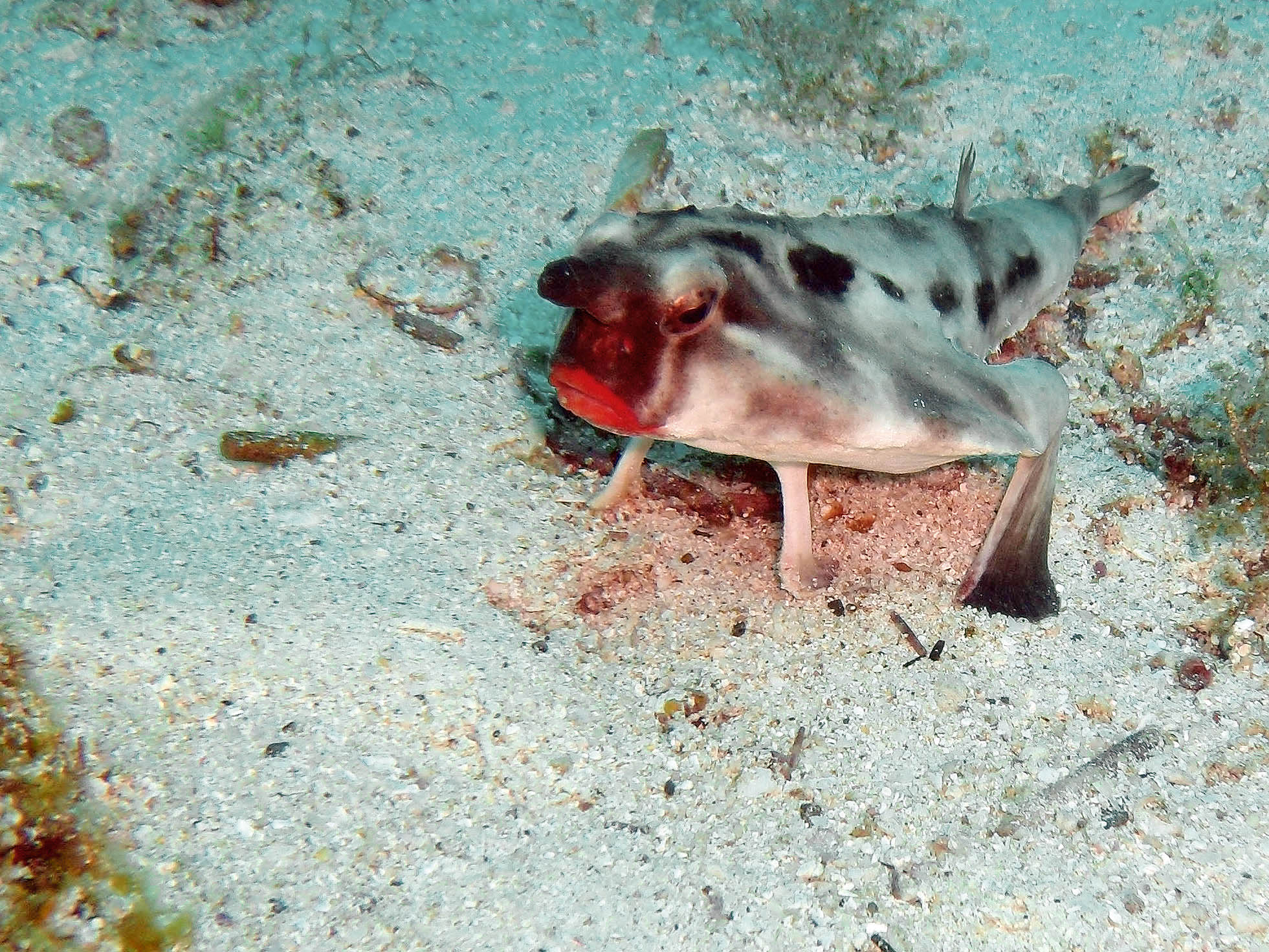
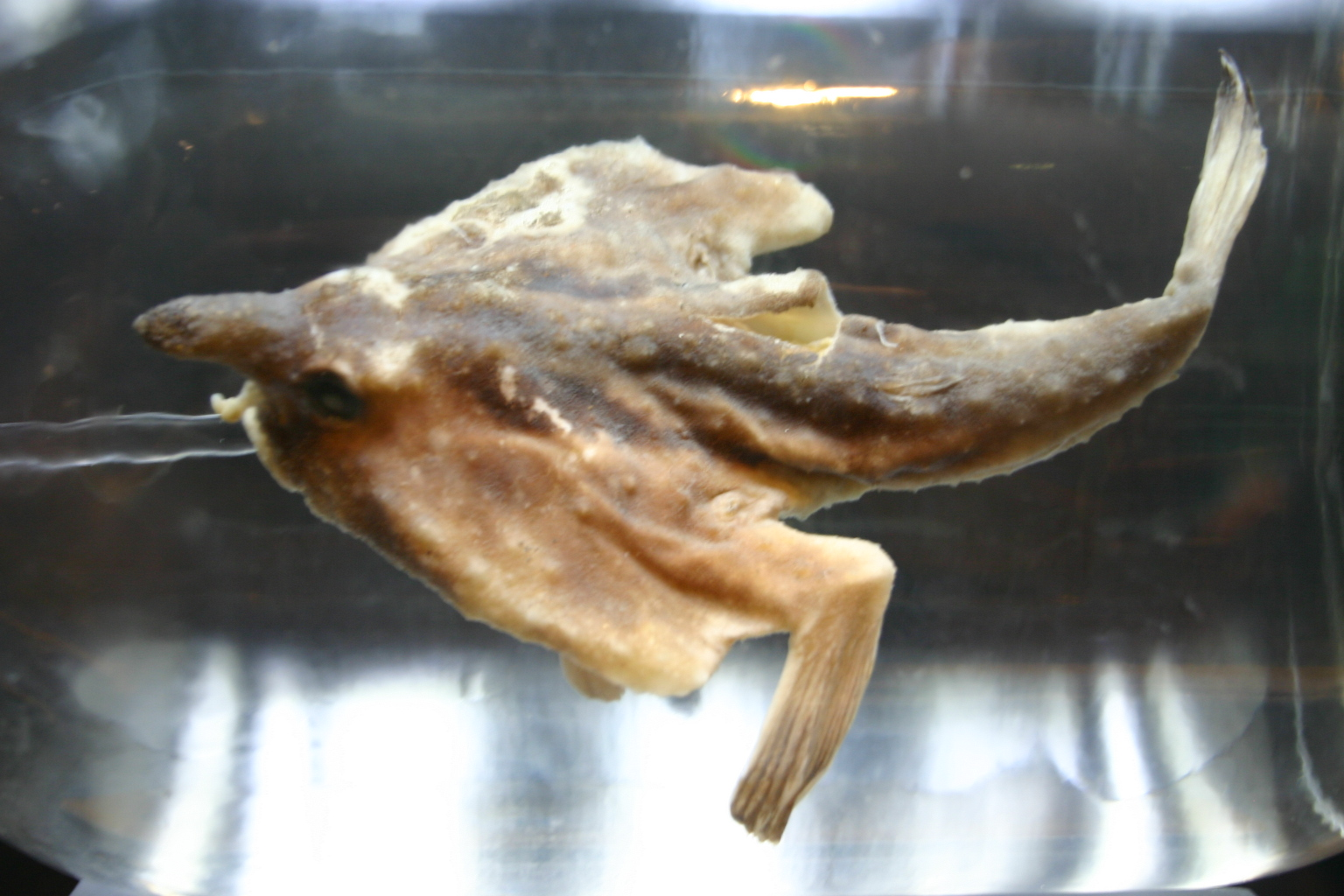
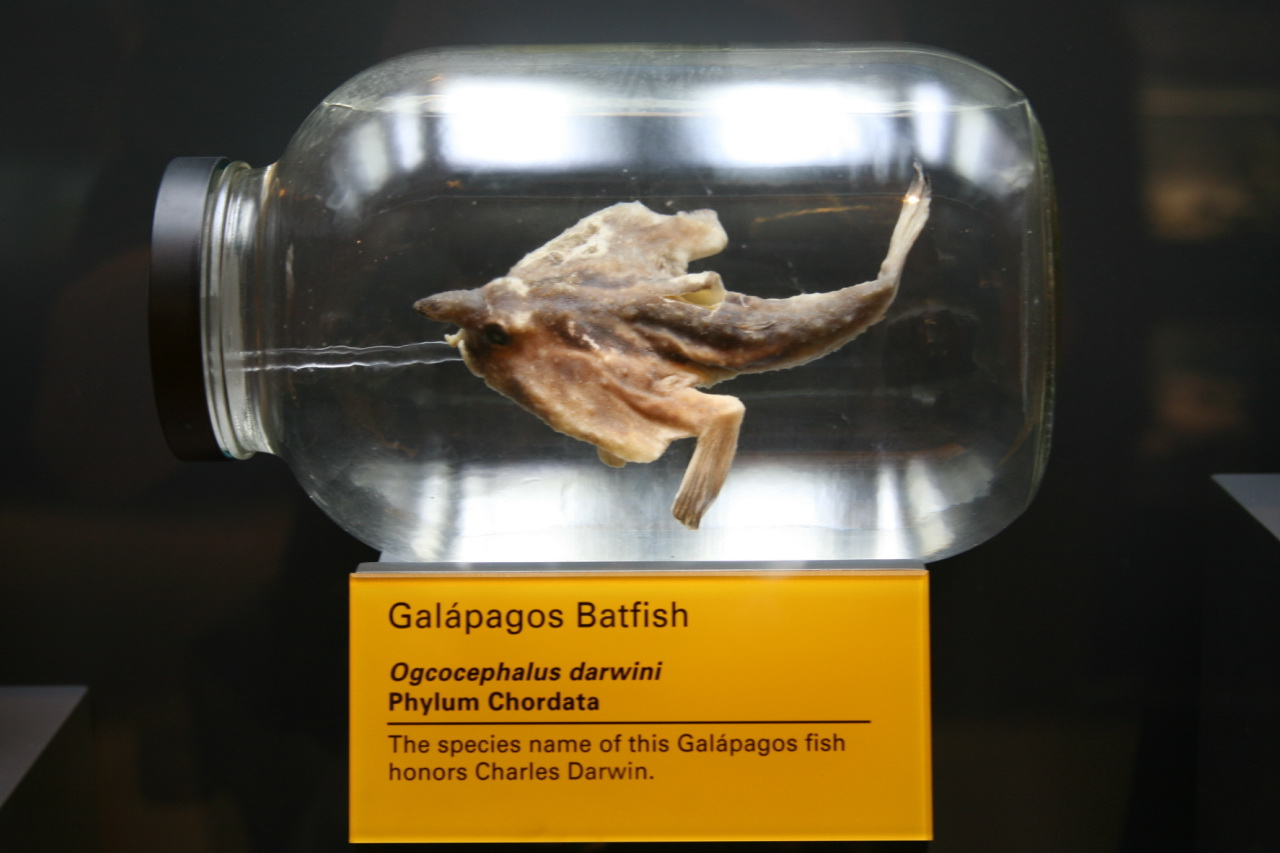
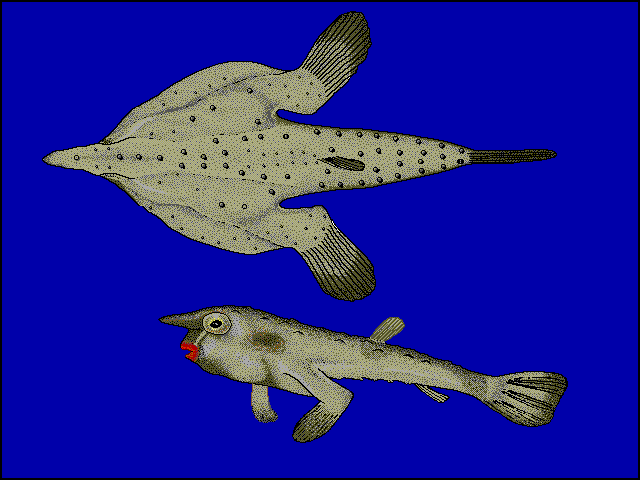